# Playa Chungungo
Der Playa Chungungo (spanisch) ist ein Strand im Norden der Livingston-Insel im Archipel der Südlichen Shetlandinseln. Auf der Ostseite des Kap Shirreff am nördlichen Ausläufer der Johannes-Paul-II.-Halbinsel liegt er am Südufer der Bahía Mansa zwischen dem Roca Granito im Norden und dem Punta Cachorros im Osten.
Wissenschaftler der 45. Chilenischen Antarktisexpedition (1990–1991) benannten ihn. Namensgebend ist der Umstand, dass einige Felsbrocken an diesem Strand in ihrer Form an Küstenotter (Lontra felina; spanischer Trivialname Chunungo) erinnern.